# San Sebastián de los Reyes

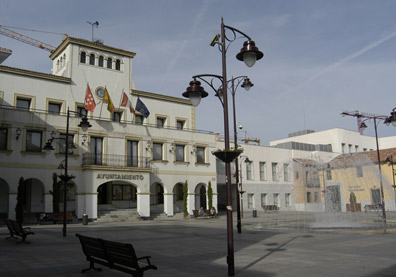
San Sebastián de los Reyes.

San Sebastián de los Reyes este un oraș din Spania a cărui populație este de aproximativ 72.414 locuitori (2008) și are o suprafață de 59 km2. Este situat la 18 km de Madrid, în zona metropolitană a capitalei Spaniei.